# Brownsboro
Brownsboro és una població dels Estats Units a l'estat de Texas. Segons el cens del 2006 tenia 1.033 habitants.

## Demografia
Segons el cens del 2000, Brownsboro tenia 796 habitants, 291 habitatges, i 220 famílies. La densitat de població era de 156,8 habitants/km².
Dels 291 habitatges en un 44,7% hi vivien nens de menys de 18 anys, en un 57,4% hi vivien parelles casades, en un 15,5% dones solteres, i en un 24,1% no eren unitats familiars. En el 21,6% dels habitatges hi vivien persones soles l'11,3% de les quals corresponia a persones de 65 anys o més que vivien soles. El nombre mitjà de persones vivint en cada habitatge era de 2,74 i el nombre mitjà de persones que vivien en cada família era de 3,15.
Per edats la població es repartia de la següent manera: un 33% tenia menys de 18 anys, un 7,7% entre 18 i 24, un 28,1% entre 25 i 44, un 18,1% de 45 a 60 i un 13,1% 65 anys o més.
L'edat mediana era de 32 anys. Per cada 100 dones de 18 o més anys hi havia 85,1 homes.
La renda mediana per habitatge era de 28.542 $ i la renda mediana per família de 29.844 $. Els homes tenien una renda mediana de 25.729 $ mentre que les dones 21.125 $. La renda per capita de la població era de 14.851 $. Aproximadament el 20,8% de les famílies i el 22% de la població estaven per davall del llindar de pobresa.

## Poblacions més properes
El següent diagrama mostra les poblacions més properes.